# عبد الله نصر قناوي
عبد الله نصر قناوي الرئيس الاسبق لاتحاد نقابات عمال السودان (1932 م - 1999 م)
- أحد رموز الحركة النقابية و العمالية بالسودان
- من مواليد الشمالية، جزيرة بدين بنهر النيل؛ شمال دنقلا، مركز كرمة النزل في العام 1932 م، ومن قبيلة المحس.
- تلقى تعليمه الأولي في خلاوي جزيرة بدين (مشيخة سلنارتي).
- والده / نصر قناوي همت، ووالدته / / شريفة فضل.
- من أسرة تحترف الزراعة كعادة عامة أهل شمال السودان.
- انتقل للعيش والعمل في الخرطوم في حوالي العام 1950 م، تزوج من / ستنا عباس إبراهيم عطية، من جزيرة بدين. وبدايةً سكن بمنطقة الديوم ببحري في منزل ابن عمه عبد المجيد محمد قناوي، ثم انتقل لحي المساكن الشعبية جنوب، وأخيراً استقر بامتداد شمبات. شغل عدد من المهن. في عدد من المصالح الحكومية ابتداءً بمصلحة النقل النهري، ثم انتقل إلي مصلحة النقل الميكانيكي. كعامل برادة، ثم سائق في مصلحة الجيولوجيا. طاف من خلال عمله عدد كبير من مدن السودان في مختلف البقاع شمالاً وجنوباً وشرقاً وغرباً.
- التحق بنقابة عمال مصلحة الجيولوجيا في منذ بداياته الأولي في العمل.
- بعد يوليو 1971م تم حل جميع النقابات العمالية في السودان. بعد انقلاب قام به عدد من كوادر الحزب الشيوعي السوداني.و في ذات العام؛ تكونت لجنة تمهيدية لتكوين نقابات عمالية جديدة ؛ وتم اختياره كرئيس للجنة التمهيدية، لتكوين مكتب تنفيذي.
- في العام 1971 م انعقد المؤتمر العام للنقابات العمالية ؛ بحضور حشد كبير من رموز وكوادر العمال من مختلف بقاع السودان، وبحضور مندوبين من بعض الدول الصديقة والمجاورة، تم في هذا التجمع اختياره كرئيس للاتحاد العام لنقابات عمال السودان، وقد ظل يشغل هذا المنصب منذ ذلك التاريخ وحتى 6 أبريل 1985م.
- اعتقل بسجن كوبر عقب 6 أبريل1985 _حاله في ذلك كحال معظم الساسة المايويون _ وظل بالمعتقل لعام كامل أو يزيد دون محاكمة. بعدها تم إطلاق سراحه.
- بعد خروجه من السجن اعتزل العمل العام، وعاد ليشتغل بورشه خاصة باعمال الميكانيكا بمنزله بشمبات، ورفض كل دعوات الساسة للانضمام للعمل العام ابان عهد الإنقاذ.
- حظي باحترام كبير من كل من عمل معه أو عرفه. لا سيما كبار رفقائه النقابيين والعمال (الذين انتمى لهم ودافع عن حقوقهم). وحظي بحب كبير أيضاً من اهله وجيرانه واصدقائه !.
- عاصره عدد كبير من رفقائه (واصدقائه النقابيين) نذكر منهم (محمد السيد سلام ؛الرئيس الاسبق لاتحاد العمال، وجماع صالح شاور، ومحجوب الزبير، وتاج السر عابدون، وعبد اللطيف الأحمر، و تاج السر محمد عبود، أحمد دكام، ومحمد الحسن عبد الله، وحسن محمد على، وجعفر على قمر. وغيرهم كثير.

أهم الإنجازات التي تمت في عهده في رئاسة الاتحاد :
1. مشروع لائحة الخدمة المعاشية للعاملين بالدولة : حيث كان أغلب العمال لا تشملهم لائحة الخدمة المعاشية ؛ بل كان العامل يحصل في نهاية خدمته علي مكافأة نهاية الخدمة فقط !!. وبجهد من رموز النقابات آنذاك تم تعديل هذه اللائحة لتشمل العمال أيضاً.
2. لائحة الحد الادني للأجور للعاملين بالدولة : والتي فيها رفع الحد الادني للأجور في السودان، وقد تم تطبيقها علي القطاعين العام والخاص.
3. مشروع تدريب العاملين : الذي تم تفعيله بموجب اتفاقات مع نظرائها من اتحادات الدول الصديقة. ومن خلاله تم ابتعاث عدد من العمال والكوادر العمالية لدورات تدريبية منتظمة لخارج البلاد.
4. مشروع المؤسسة التعاونية العمالية : الذي كان يستهدف توفير المواد التموينية والغذائية والملابس للعمال من مصادر إنتاجها، وبعضها كان يستورد من الخارج بموجب اتفاقيات مع اتحادات دول مثل الصين ومصر والأردن والعراق. وغيرها، وكانت تباع للعمال بنظام التقسيط وبأسعار رمزية !!
5. مشروع التاكسي التعاوني: والذي كان يستهدف قطاع سائقي التاكسي، بتمليكهم عربات تاكسي بالأقساط.
6. مشروع الصيدلية العمالية: وكان الغرض منه توفير الدواء للعمال بأسعار رمزية.
7. مشروع بنك العمال : والذي قام بجهد كبير من الاتحاد وشاركت فيه الدولة كشركة مساهمة عامة ساهم فيها الكثير من العمال واصحاب العمل والافراد.و هو بنك كان يهدف في المقام الأول لتمويل المشروعات الصغيرة وتمليك وسائل الإنتاج للعمال والاسر ورفع مستوي المعيشة للطبقة المتوسطة.
توفي في يوم السبت 27 من شهر مارس من العام 1999 م بمكة المكرمة بالمشاعر) أثناء أداء فريضة الحج. صلى عليه في الحرم المكي في صلاة الجنازة (فجر يوم الاثنين) عدد كبير من حجاج بيت الله الحرام، و دفن في مقابر مكة.
نعاه الرئيس الاسبق جعفر محمد نميري بـبرقية تعزية ارسلها الي أسرته، ونعاه أيضاً الرئيس عمر البشير، ونائبه علي عثمان محمد طه، وعدد الساسة، وعدد من رفقاء دربه واصدقائة واهله وجيرناه.
وقد عرف هذا الرجل كأحد قيادات الحركة العمالية الوطنية في السودان.
كما عرف بنظافة اليد، وشجاعته وقوته في الحق والتي يشهد بها كل من عرفه من زملاءه وأبناء جيله.
كما له مساهمات وطنية عديدة منها على سبيل المثال المشاركة في وضع الدستور الدائم للبلاد أكثر من مرة عبر حقب مختلفة من تاريخ هذا الوطن.
ساهم أيضا خلال حياته مع عدد من أبناء منطقته واهله في عدد من المشروعات والمساعدات لأبناء منطقته في بدين ووادي خليل، وتراس جمعية سلنارتي حتي وفاته.
هذا إلي جانب مشاركته في مجالات اجتماعية وخيرية علي الصعيدين القومي والمحلي.